# Eduardo Aranda
Eduardo Lorenzo Aranda (* 28. Januar 1985 in Asunción) ist ein paraguayischer Fußballspieler. Seit Anfang des Jahres 2022 ist er ohne Anstellung.

## Karriere

### Verein
Aranda begann seine Karriere bei Rampla Juniors. Danach spielte er unter anderem bei Liverpool Montevideo, Nacional Montevideo, Defensor Sporting, Club Olimpia, CR Vasco da Gama und JEF United Chiba. Danach tingelte er im Wesentlichen noch durch Klubs Paraguays.

### Nationalmannschaft
Im Jahr 2012 debütierte Aranda für die paraguayische Fußballnationalmannschaft. Er wurde in den Kader der Copa América 2015 berufen. Er hat insgesamt fünf Länderspiele für Paraguay bestritten.

## Erfolge
- Primera División (Paraguay): 2012, 2015